# اولکا ساساکی
اولکا ساساکی (انگلیسی: Ulka Sasaki؛ زادهٔ ۷ اکتبر ۱۹۸۹) ورزشکار هنرهای رزمی ترکیبی اهل ژاپن است. وی از سال ۲۰۱۰ میلادی تاکنون مشغول فعالیت بوده‌است.